# Tour Shipping
La tour Shipping (en italien : Torre Shipping) est un gratte-ciel de Gênes en Italie.

## Histoire
Les travaux de construction du bâtiment, qui pendant les phases de développemt était connu sous le nom de Centro Direzionale di San Benigno - Comparto 3B, se terminent en 1993.

## Description
Avec 85 mètres de hauteur et 21 niveaux, la tour Shipping est le neuvième bâtiment le plus haut de Gênes. Le bâtiment se compose d'un piédestal de 4 niveaux destiné au stationnement partagé avec le proche World Trade Center et sur lequel se dresse la tour proprement dite. Cette dernière a un plan carré de 40,80 m de côté, et se developpe autour d'un vide intérieur. Elle est composée de deux corps de bâtiment en forme de « L » reliés au nord et au sud par les deux noyaux contenant les escaliers et les ascenseurs.

## Galerie d'images

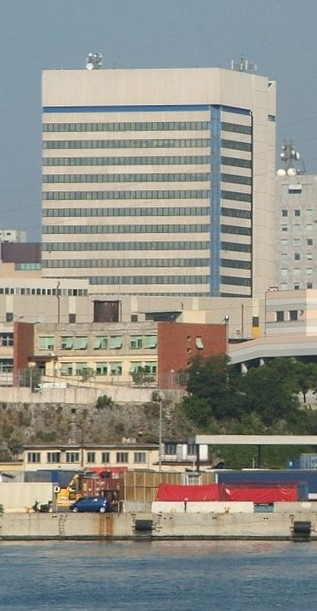
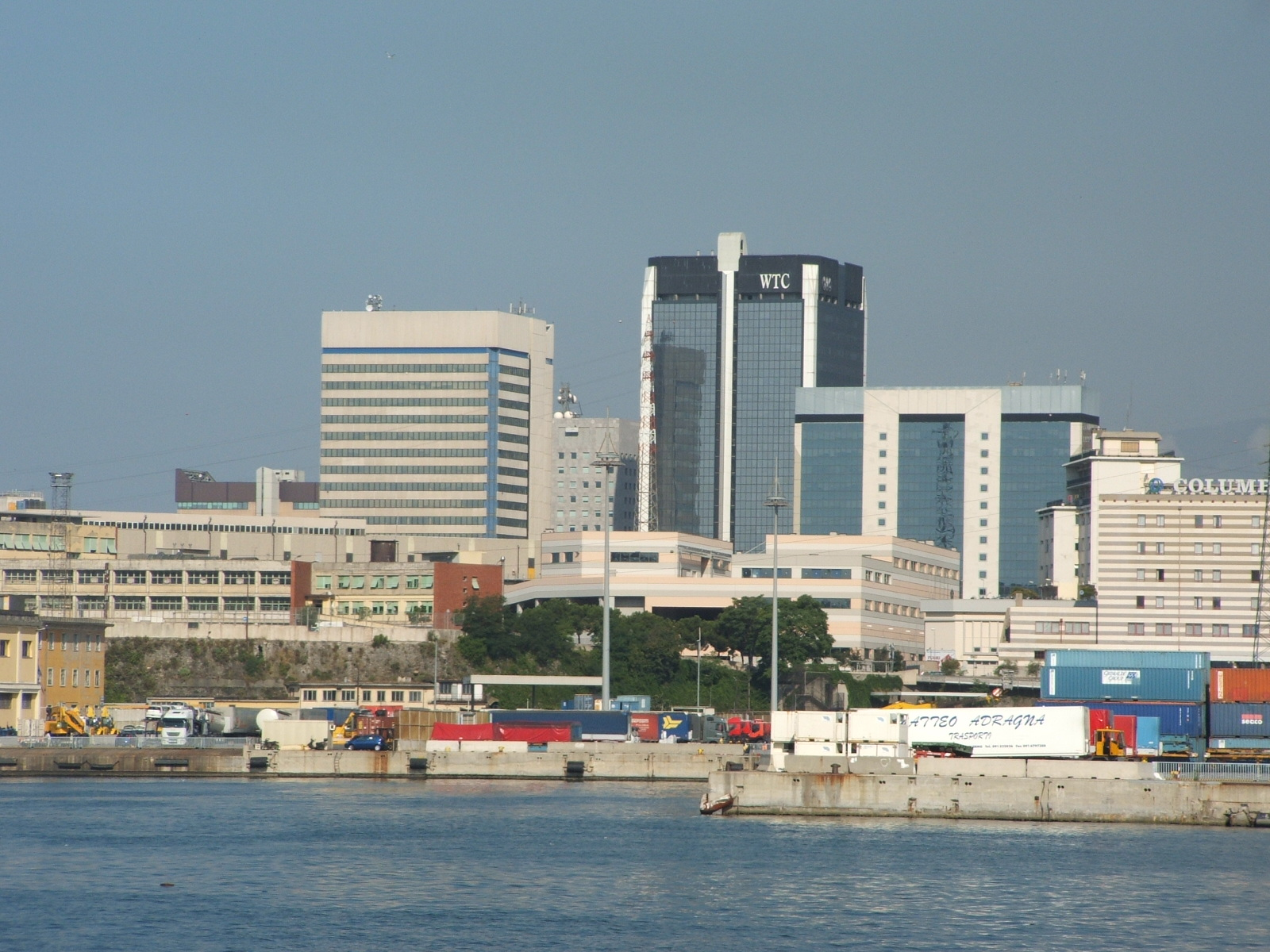